# کریستیان آدوریان
کریستیین آدوریان (مجاری: Krisztián Adorján؛ زادهٔ ۱۹ ژانویهٔ ۱۹۹۳) بازیکن فوتبال اهل مجارستان است.
از باشگاه‌هایی که در آن بازی کرده‌است می‌توان به باشگاه فوتبال نووارا، باشگاه فوتبال لیورپول، باشگاه فوتبال خرونینگن، و باشگاه فوتبال ام‌تی‌کی بوداپست اشاره کرد.
وی همچنین در تیم‌های ملی فوتبال زیر ۱۹ و ۲۱ سال مجارستان بازی کرده‌است.